# Shahnez Boushaki
Shahnez Boushaki (in arabo شاهيناز بوسحاقي‎?; Algeri, 22 ottobre 1985) è un'ex cestista algerina.

## Carriera
Con l'Algeria ha disputato:

### FIBA Africa
- Campionato africano femminile di pallacanestro 2013
- Campionato africano femminile di pallacanestro 2015

### Giochi panafricani
- X Giochi panafricani (2011)
- XI Giochi panafricani (2015)

### Campionato arabo
- Campionato arabo di pallacanestro per club 2014
- Campionato arabo di pallacanestro 3x3 per club 2016